# Бокади, Мервей
Мерве́й Боп Бокади́ (фр. Merveille Bope Bokadi; род. 21 мая 1996, Киншаса) — конголезский футболист, защитник клуба «Стандард» и сборной ДР Конго.

## Клубная карьера
Бокади начал карьеру в клубе «ТП Мазембе». В 2014 году он дебютировал за основной состав. Мервей дважды помог команде выиграть чемпионат, а также завоевать Кубок чемпионов КАФ. В 2017 году Бакади перешёл в льежский «Стандард». 30 июля в матче против «Мехелена» он дебютировал в Жюпиле Лиге. В 2018 году Бокади помог клубу завоевать Кубок Бельгии.

## Международная карьера
17 января 2016 года в матче чемпионата африканских наций против сборной Эфиопии Бокади дебютировал за сборную ДР Конго. 21 января в поединке против сборной Анголы он забил свой первый гол за национальную команду.
В январе 2017 года Бокади принял участие в Кубке африканских наций 2017 в Габоне. На турнире он сыграл в матчах против сборных Ганы, Марокко, Кот-д’Ивуара и Того.
В 2019 году Бокади принял участие в Кубке африканских наций в Египте. На турнире он принял участие в матчах против сборных Египта, Уганды и Мадагаскара.

### Голы за сборную ДР Конго
| #   | Дата           | Место                      | Противник | Результат | Счет | Соревнование                     |
| --- | -------------- | -------------------------- | --------- | --------- | ---- | -------------------------------- |
| 01. | 21 января 2016 | Стайд Хуйе, Бутаре, Руанда | Ангола    | 4:1       | 4:2  | Чемпионат африканских наций 2016 |

## Достижения
«ТП Мазембе»
- Чемпионат ДР Конго (2): 2013/14, 2015/16
- Победитель Лиги чемпионов КАФ: 2015

«Стандард»
- Обладатель Кубка Бельгии: 2018